# علامة فرانك

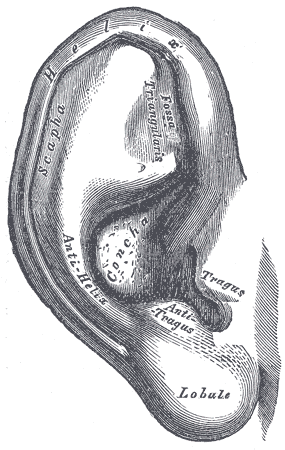
تشريح الأذن الطبيعي

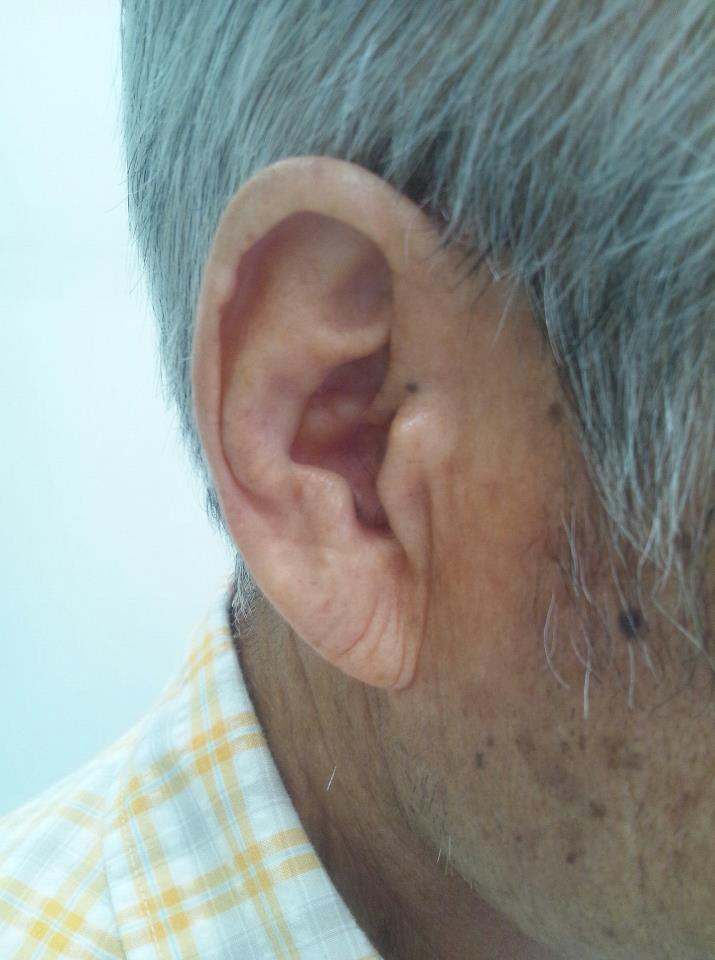
تجاعيد شحمة الأذن تظهر في مريض ذبحة صدرية ياباني

علامة فرانك هي غضن قطري في شحمة الأذن تمتد من الزنمة عبر الفصيص إلى الحافة الخلفية للأذن . تم تسمية العلامة باسم ساندرز فرانك.
افتراض بأن علامة فرانك تدل على أمراض القلب والأوعية الدموية و/أو مرض السكري. وصفت بعض الدراسات علامة فرانك بأنها علامة على أمراض القلب والأوعية الدموية ولكنها غير مرتبطة بخطورة الحالة. في المقابل دحضت دراسات أخرى أي ارتباط بين علامة فرانك ومرض الشريان التاجي لدى مرضى السكر. كما تم الإبلاغ عن حالات تشير إلى أن علامة فرانك تنبئ باحتشاء دماغي. كما تم افتراض وجود صلة بين علامة فرانك والشيخوخة المبكرة وفقدان ألياف الجلد والأوعية الدموية. ركزت بعض الدراسات على الارتباط بين تجعد شحمة الأذن الثنائي ومرض الشريان التاجي. ربما يكون من الحكمة اعتبار علامة فرانك جنبًا إلى جنب مع العلامات السريرية الأخرى للشيخوخة الفسيولوجية بدلاً من استخدامها كعلامة قائمة بذاتها في تحديد مرض الشريان التاجي.

## الخطورة
- الدرجة الثالثة: تجعد عميق عبر شحمة الأذن بالكامل.
- الدرجة الثانية ب: مجعدة أكثر من منتصف شحمة الأذن.
- الدرجة الثانية أ: تجعد سطحي عبر شحمة الأذن.
- الدرجة الأولى: كمية صغيرة من التجاعيد على شحمة الأذن.[11]

## أفراد بارزون بعلامة فرانكس
- ديك فان دايك [12]
- جورج بوش الابن [13]
- ميل جيبسون [14]
- ستيفن سبيلبرغ [13]
- فيليب بول بورنيل [15]